# Абрамович, Борис Михайлович
Бори́с Миха́йлович Абрамо́вич (29 января 1960, Красноярск) — российский предприниматель, генеральный директор авиакомпании KrasAir с 1998.

## Биография
Окончил Рижский институт инженеров гражданской авиации в 1983 году.
В 1983—1988 годах — инженер, начальник смены, цеха АТБ Красноярского объединённого авиаотряда. В 1988—1989 годах — главный инженер завода № 67 гражданской авиации (город Красноярск). В 1989—1993 годах — начальник авиатехнической базы аэропорта Черемшанка (Красноярский край). В 1993—1995 — главный инженер Красноярского управления гражданской авиации. В 1995—1998 годах — генеральный директор авиакомпании «Сибавиатранс».
Один из создателей альянса AiRUnion — объединения пяти авиакомпаний: KrasAir, «Домодедовские авиалинии», «Омскавиа», «Самара» и «Сибавиатранс». Почётный гражданин города Красноярска; заслуженный работник транспорта России.
Заведующий кафедрой «Экономика и организация авиатранспортного производства» Сибирского аэрокосмического университета (город Красноярск).
В марте 2006 основал авиакомпанию SkyExpress, ставшую первым в России низкобюджетным авиаперевозчиком.
16 января 2008 года избран генеральным директором холдинга ОАО «ЭйрЮнион».
Лауреат премии Федерации еврейских общин России за 2004 год.